# Sint-Pieters-Leeuw
Sint-Pieters-Leeuw é um município da Bélgica localizado no distrito de Halle-Vilvoorde, província de Brabante Flamengo, região da Flandres.

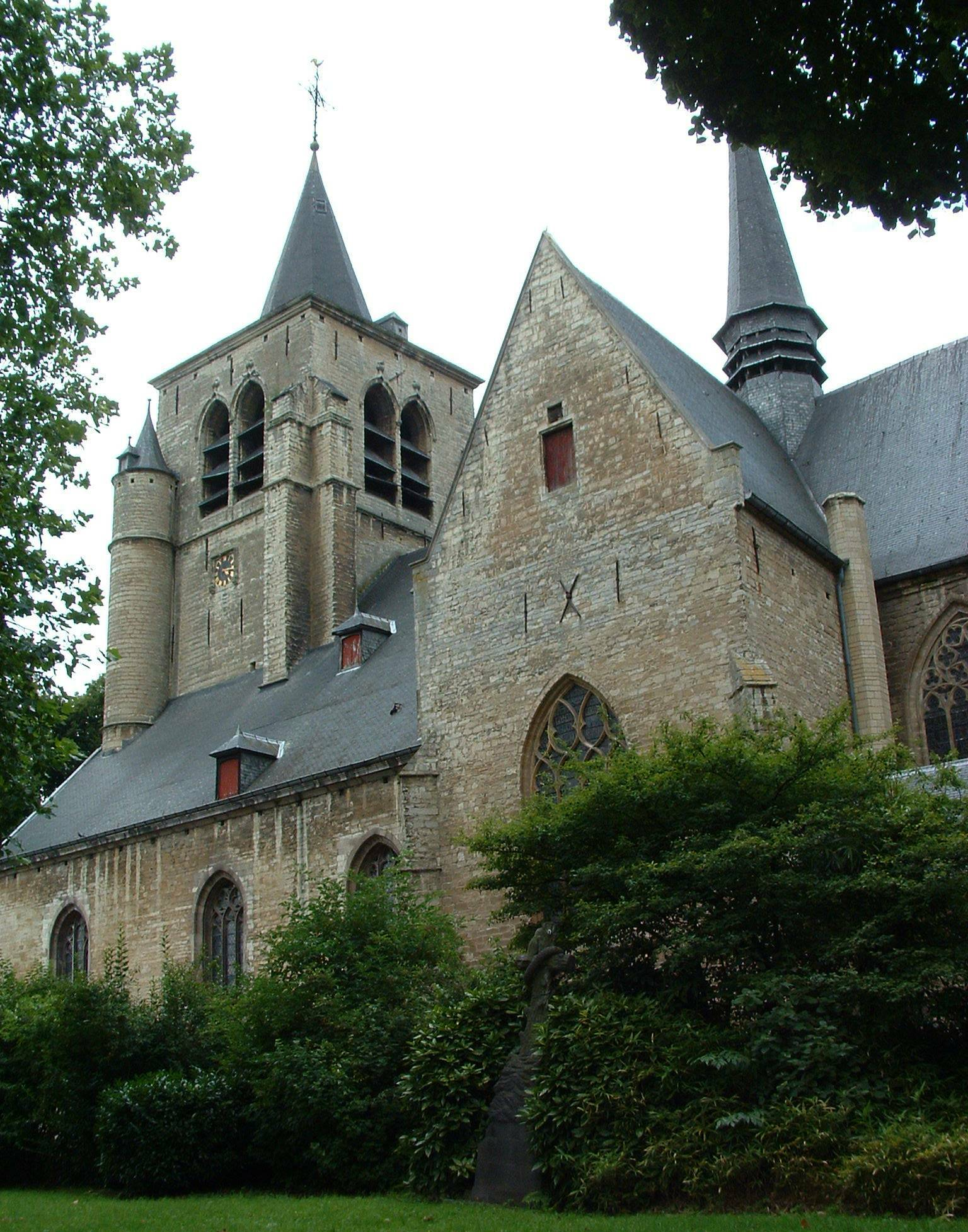
Igreja gótica de Sint-Pieters